# Éther (mythologie)
« Aether » redirige ici. Pour le jeu vidéo, voir Aether (jeu vidéo).
Pour les articles homonymes, voir Éther.
Éther ou Æther est un dieu primordial dans la mythologie grecque de l'Antiquité. Il personnifie la partie supérieure du ciel, le domaine des autres dieux, la lumière céleste.
Le mot « Éther » est la translittération du grec Αἰθήρ / Aithḗr (même sens). En grec le nom commun αἰθήρ, apparenté à αἴθω / aíthō (« enflammer »), signifie « air » ou « ciel » (au sens poétique de ce terme).

## Histoire

### Le récit d'Hésiode (VIIIesiècleav. J.-C.)
Dans la Théogonie, poème écrit par Hésiode durant l'Antiquité, Éther est le fils d'Érèbe (les Ténèbres) et de Nyx (la Nuit). C'est le frère d'Héméra (le Jour), mais la tradition orphique en fait le fils de Chronos (le Temps). Dans la cosmogonie, Éther correspond à la partie supérieure du ciel, celle qui touche la lumière plus éclatante et plus pure du soleil, et celle qui demeure le séjour préféré de Zeus.  

### Les fables d'Hygin (Iersiècleav. J.-C.)
Hygin, en revanche, lui donne, dans la préface de ses Fables, pour parents les Ténèbres ou l'Obscurité et le Chaos, pour frère l'Érèbe, pour sœur Nyx, pour sœur et épouse Héméra avec laquelle il engendre à son tour Gaïa (la Terre), Ouranos (le Ciel) et Thalassa (la Mer). 
Enfin, s'étant uni à sa fille Gaïa, il enfante les dieux originels généralement attribués à Ouranos ou à Nyx : Algos (la Douleur), la Colère, la Mendicité, l'Intempérance, Neikos (les Disputes), Léthé (l'Oubli), l'Inceste, Océan, Thémis, le Tartare, Pontos (le Flot), puis les principaux Titans Atlas, Hypérion, Polos, Cronos, Rhéa, Moneta (en) (semi-équivalent latin de Mnémosyne) et Dioné — et pour finir, les trois Érinyes.

## Représentations
Éther lui-même personnifie le Ciel dans ses parties supérieures. L'air y est plus pur et plus chaud. C'est celui qui est respiré par les dieux, contrairement à l'Ær (en grec ancien ἀήρ / aḗr), l'air des parties inférieures du ciel, respiré par les mortels.

### Sources / Bibliographie
- Argonautiques orphiques [détail des éditions] [lire en ligne].
- Hésiode, Théogonie [détail des éditions] [lire en ligne] (v. 125).
- Hygin, Fables [détail des éditions] [(la) lire en ligne] (Préface).
- Joël Schmidt, Dictionnaire de la mythologie grecque et romaine, Paris, 2017.